# Ruggen, Småland
Ruggen var en sjö, nu våtmark, i Åtvidabergs kommun i Småland och ingår i Storåns huvudavrinningsområde. Sjöns area var 0,029 kvadratkilometer och den befinner sig 83,7 meter över havet.